# Джильо
Джи́льо (итал. Isola del Giglio) — остров и итальянская коммуна в Тирренском море, входит в состав Тосканского архипелага. Наивысшая точка — 496 м над уровнем моря. Административно остров Джильо является коммуной Джильо в составе провинции Гроссето области Тоскана.
Население коммуны, на 01.01.2023 года, составляло 1322 человека, плотность населения ─ 55,06 чел./км². Коммуна занимает площадь 24,01 км².
Покровителем коммуны почитается святой Мамилиан из Палермо, празднование 15 сентября.

## История
Рождение острова произошло приблизительно 4,5—5 млн лет назад. Он был заселен в железном веке. Позднее, возможно, служил крепостью этрусков. Во времена римлян был важнейшей базой в Тирренском море. Об острове упоминают Гай Юлий Цезарь в «Записках о Галльской войне», а также поэт Клавдий Рутилий Намациан.
В 805 году остров был передан аббатству Трех Фонтанов. В дальнейшем им владели семьи Альдобрандески, Паннокьески, Каэтани, Орсини и власти города Перуджа. В 1241 году объединённый флот Сицилии и Пизы разбил у Джильо генуэзский флот.
Начиная с 1264 года островом владела Пизанская республика, затем его прибрали к рукам Медичи. Несколько раз на остров нападали пираты-мусульмане. Привлекательность для правителей острову придавали его каменоломни. Многие колонны, украшающие дворцы Рима, были вытесаны из островного гранита.
Вечером 13 января 2012 года круизное судно «Costa Concordia» (Коста Конкордия) потерпело катастрофу и полузатонуло у берегов острова. Жители острова оказали содействие в спасательной операции и размещении пассажиров и членов экипажа на берегу.

## Галерея

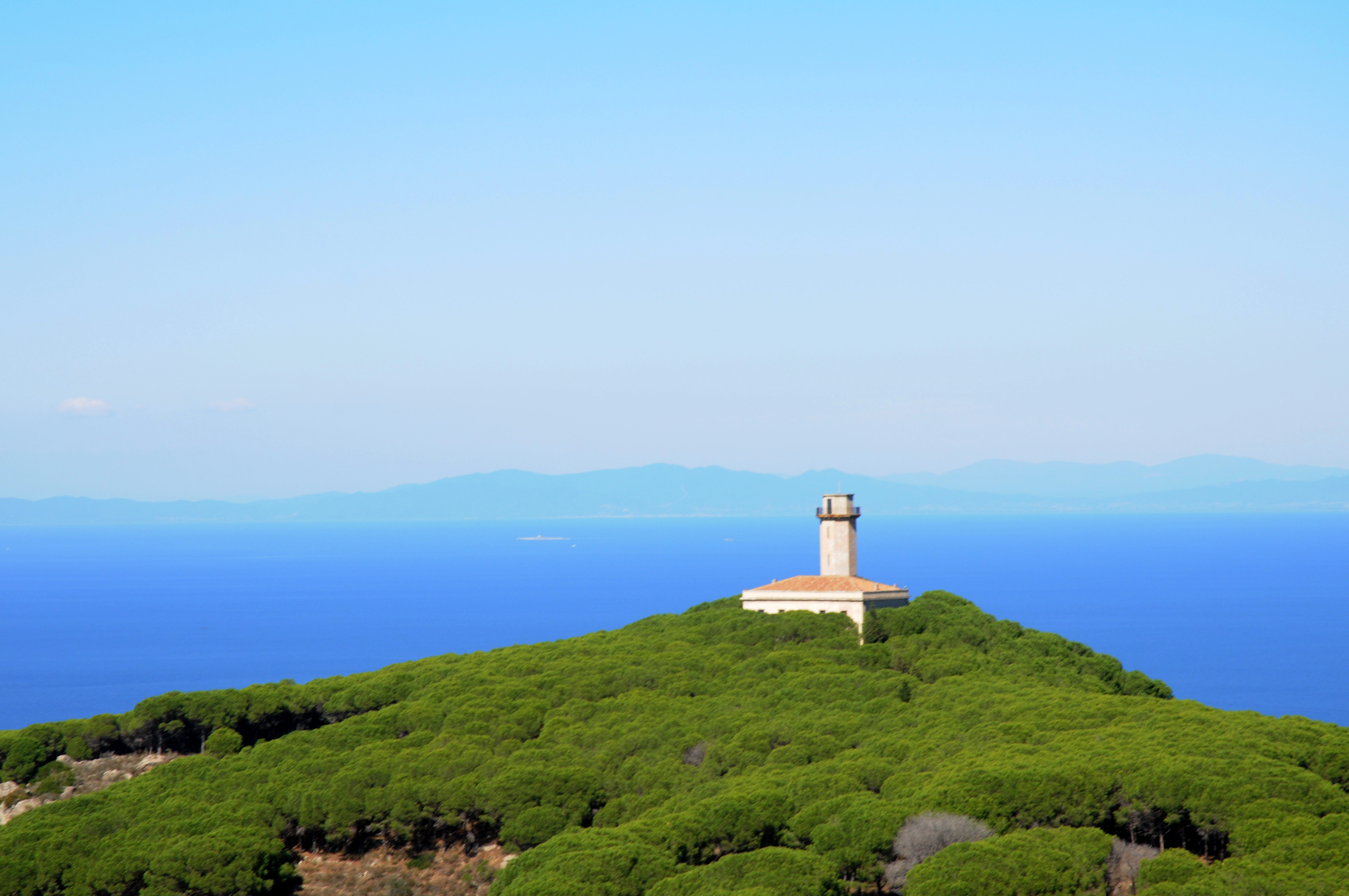
Старый маяк на севере острова
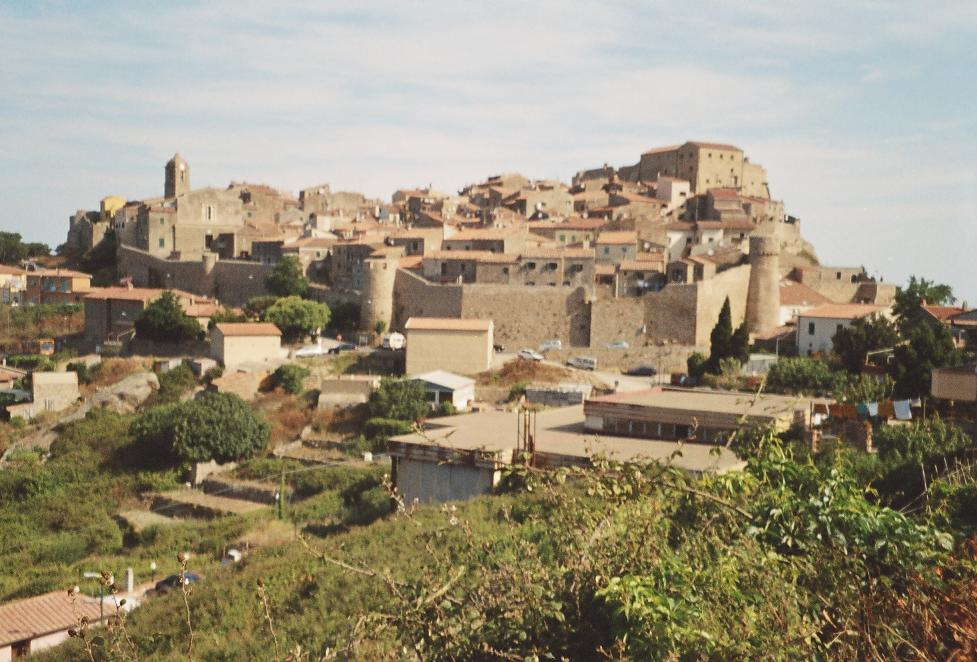
Замок Джильо
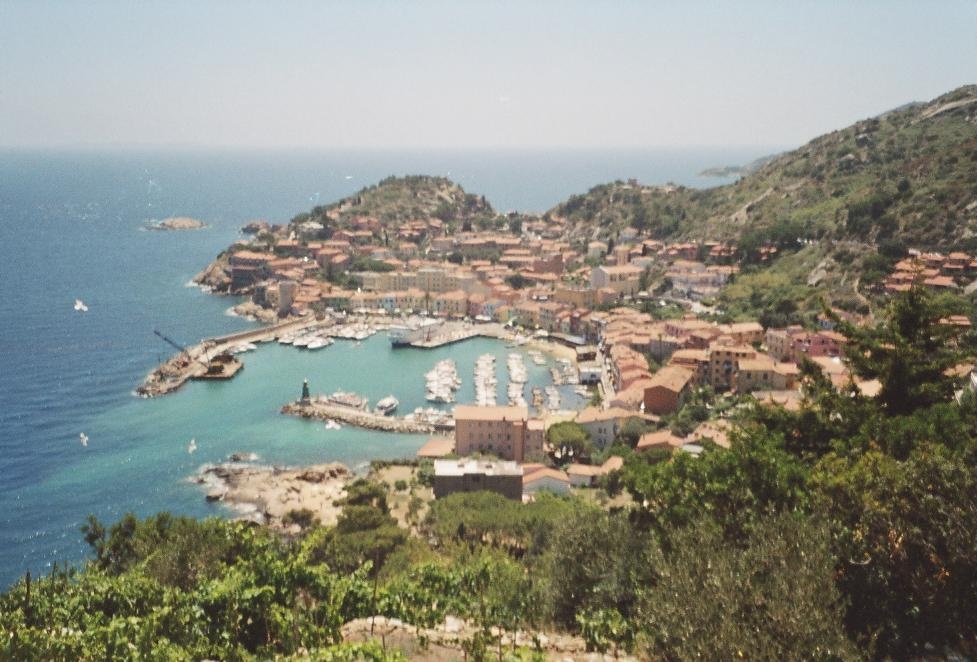
Порт Джильо